# Kohout plaší smrt
Kohout plaší smrt je československý film z roku 1961. Prosadil se i na zahraniční plátna kin pod názvy maďarsky Darázsfészek a německy Auf geheimer Welle.

## Děj
V poetickém začátku divák sleduje v doprovodu veršů Františka Halase zahalené ňadro sotva dospělé recitátorky. Poté vynikající česko-slovenské herecké obsazení rozehraje v kulisách beskydské přírody napínavé špionážní drama agentů StB. Film tendenčně líčí skutečný případ dvojích agentů StB a francouzské tajné služby, známý ve spisech Státní bezpečnosti pod názvem Akce Mýtina a Akce Štědrý. Herec Jan Tříska účinkuje ve filmu v roli, ve které je tendenčně zobrazen Miloslav Štědrý. Film je jedním z propagačních děl tehdy vládnoucí KSČ. Prakticky obhajuje násilnou kolektivizaci venkova v padesátých letech 20. století a vykresluje provokatéry Státní bezpečnosti jako nebojácné obránce komunismu.

## Obsazení
| Július Pántik       | Borek           |
| Karel Höger         | Ervín Kopal     |
| Radoslav Brzobohatý | Zika            |
| Josef Bek           | Metud Hanák     |
| Taťana Fischerová   | Kořánova dcera  |
| Jan Tříska          | Jožka           |
| Bohuš Záhorský      | Pastyřík        |
| Otomar Krejča       | statkář Nejdek  |
| Jiřina Štěpničková  | Nejdková        |
| Libuše Geprtová     | Bětka           |
| Jiřina Petrovická   | Kořánová        |
| Marcela Jandová     | Cilka           |
| Jiří Dohnal         | náčelník Kolman |
| Jana Drbohlavová    | Lída            |
| Jan Pohan           | učitel          |
| Václav Sloup        | Tonda           |
| Milka Balek-Brodská | žena            |
| Gabriela Bártlová   | servírka        |
| Karel Bezděk        | sedlák          |
| Jiřina Bílá         | žena            |
| Elena Hálková       | hospodská       |
| Hana Hamplová       | Lišková         |
| Věra Hanzlíková     | žena            |
| Jaroslav Heyduk     | Pálek           |
| Zdeněk Jelen        | radista         |
| Zdeněk Jelínek      | příslušník      |
| Karel Kocourek      | dělník          |
| Ilona Kubásková     | trafikantka     |
| Otto Lackovič       | Soukup          |
| Martin Liška        | příslušník      |
| Josef Lhoták        | sedlák          |
| Oldřich Lukeš       | sedlák          |
| Václav Podhorský    | sedlák          |
| Josef Příhoda       | sedlák          |
| Zdeněk Skalický     | sedlák          |
| Mirko Musil         | vesničan        |
| Josef Svátek        | vesničan        |
| Alexandra Myšková   | Pálková         |
| Milan Neděla        | řidič           |
| Hynek Němec         | dělník          |
| Jaroslav Synák      | Malčák          |
| Václav Švec         | muž             |
| Jaroslav Zrotal     | řečník          |